# Física o química Vol. 2
Física o Química Vol. 2 es la segunda banda sonora de la serie homónima. El álbum consiste en una compilación de canciones utilizadas en la serie. Fue lanzada en septiembre del 2010, el mismo mes que se estrenó la sexta temporada de la serie.

## Lista de temas
| Standard Edition |        |          |  |
| N.º              | Título | Duración |  |

- Datos: Q6437990